# Tumen (stad)
Tumen is een stad in de provincie Jilin in China. De stad ligt in de autonome Koreaanse Prefectuur Yanbian. Taonan telt ongeveer 130.000 inwoners, waarvan het grootste deel Koreaans is. Tumen ligt aan de gelijknamige rivier, Tumen Jiang, die de grens vormt met Noord-Korea. Tegenover Tumen ligt de Koreaanse stad Namyang.

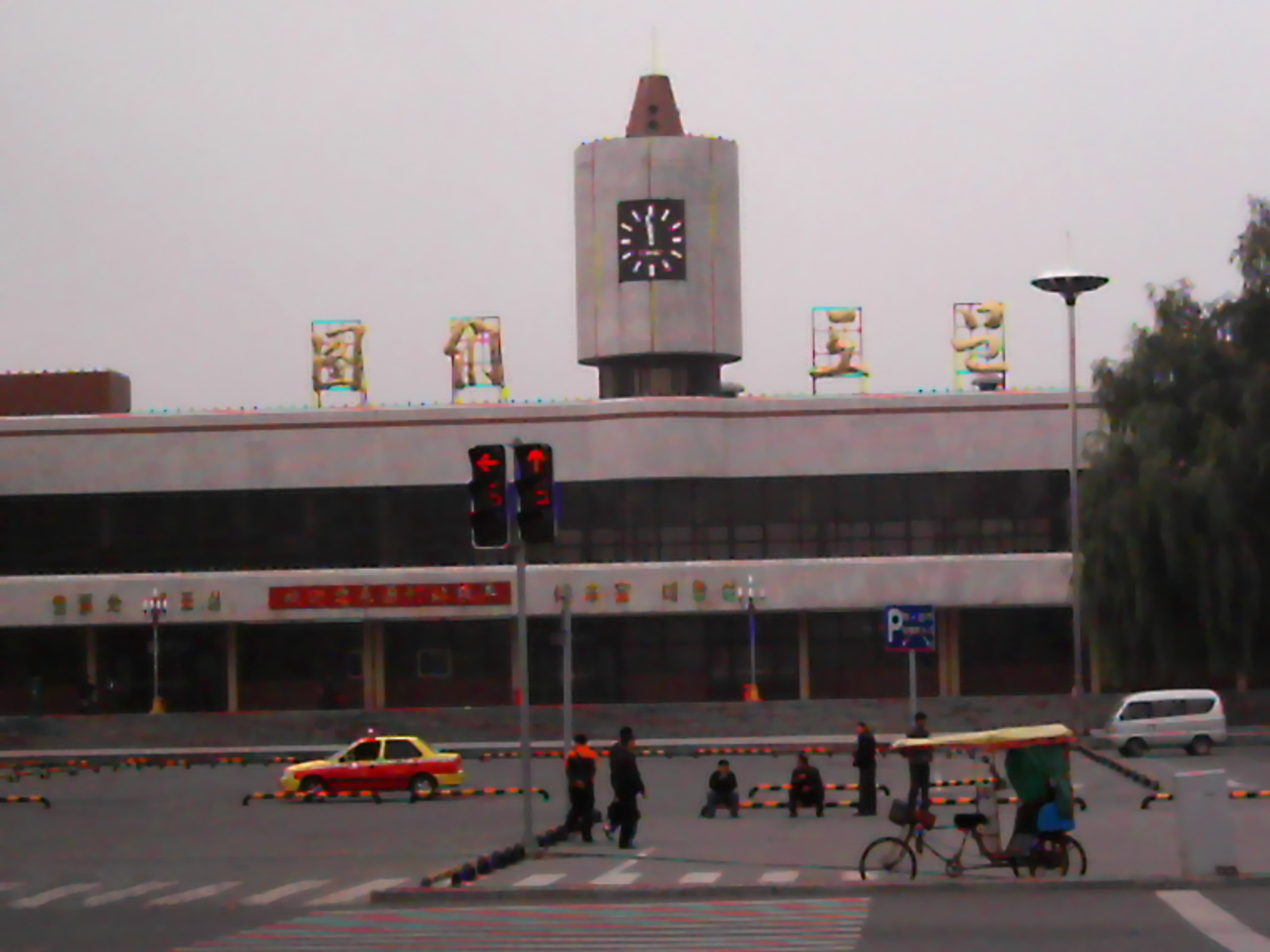
Station van Tumen
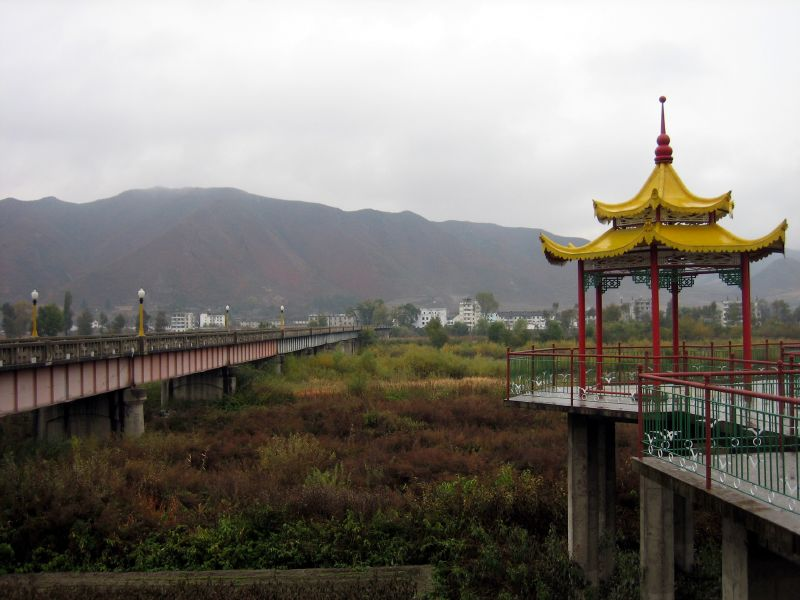
Brug van Tumen